# Lian Nain

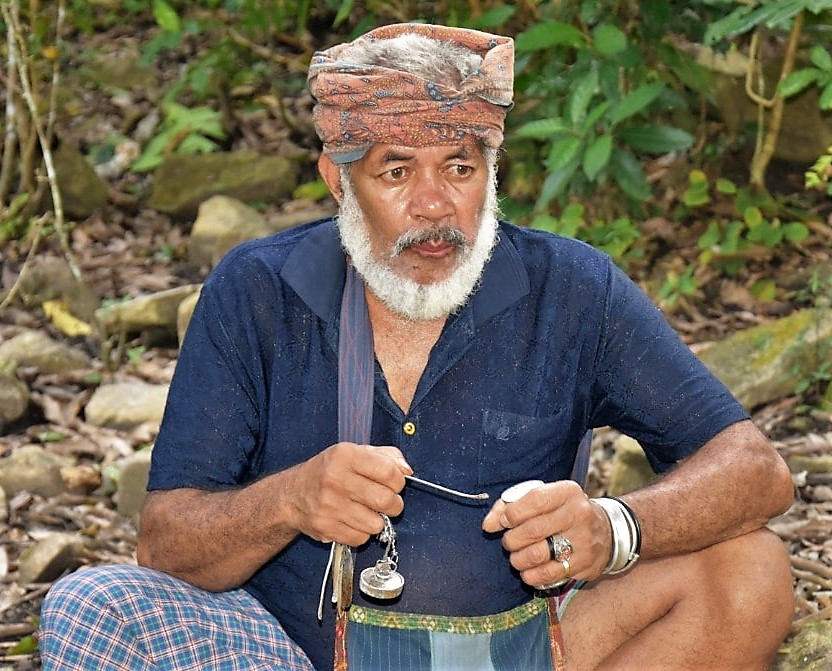
Der Lian Nain in Nanu (2022)

Der Lian Nain (Lia Na'ain, Lia Na'in, Na'Lia, Nai'lia) ist eine traditionelle Autoritätsperson in Osttimor. Anhand von traditionellen Regeln (Tara Bandu) und Verhaltensnormen vermittelt er bei Konflikten innerhalb der Gemeinschaft.

## Hintergrund
Da die timoresischen Völker ursprünglich keine Schrift kannten, existiert eine reiche Tradition an mündlichen Überlieferungen. Man unterscheidet zwischen Volksmärchen, Ursprungsmythen und Erzählungen wahrer Begebenheiten. Der Lian Nain, als Bewahrer der Legenden des Clans, kann diese stundenlang in wiederkehrenden Reimen und Alliterationen rezitieren. Meistens werden Verse aus zwei Zeilen verwendet, bei denen jede Zeile aus zwei Sätzen bestand. Der erste Satz der zweiten Zeile wiederholt dabei in anderen Wörtern den Inhalt des letzten Satzes der ersten Zeile. Die Sprache ist reich an Metaphern und Symbolen aus der animistischen Kultur Timors. Da diese Ritualsprache als Worte der Ahnen angesehen wird, glaubt man, dass Fehler in der Wiedergabe Tod und Unglück für die Gemeinschaft verursachen können. Je formaler die Rezitation ist, desto schlimmer sind die Folgen von Fehlern. So wagen viele Timoresen es nicht, Geschichten zu erzählen, die nicht zu ihnen „gehören“.
Während der indonesischen Besatzung (1975–1999) kamen auch viele Lian Nain ums Leben. Der gewaltsame Tod führte zu einem Verlust von kulturellem Wissen, denn in der Regel gibt der Lian Nain erst im Sterben seine Geheimnisse weiter. Selbst wenn Personen Teile des Wissen kennen, hindert sie der Aberglaube oft, die Geschichten zu erzählen, aus Angst, man könne einen Fehler machen. So sind zahlreiche Geschichten und das Wissen über die Bedeutung von Riten und Tänzen verloren gegangen. Nach der Wiedererlangung der Unabhängigkeit von Osttimor im Jahre 2002 versuchten daher Dorfälteste und andere Würdenträger von der Südküste der Insel beiderseits der Grenze in Versammlungen die Bruchstücke zusammenzuführen.
Der Lian Nain hat auch in der modernen Staatsverwaltung Osttimors eine wichtige Rolle. Er ist nun ein gewähltes Mitglied im Rat des Sucos, der kleinsten Verwaltungseinheit des Landes.

## Aufgaben

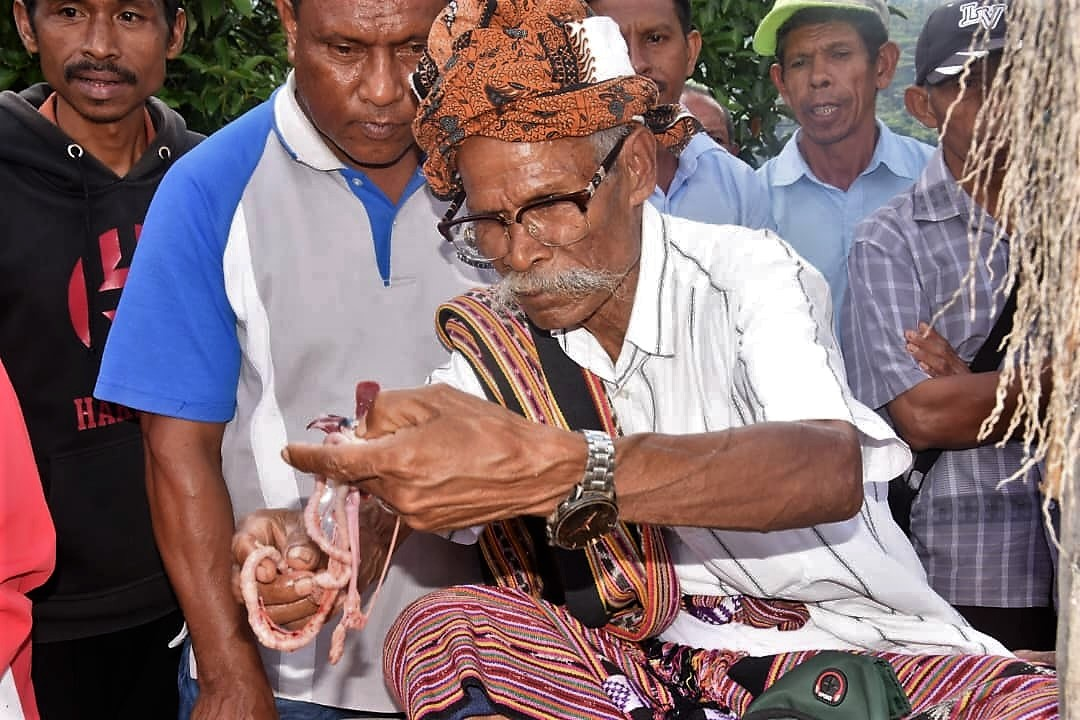
Der Lian Nain begutachtet Hühnerinnereien bei einem Tara Bandu in Hatuquessi (2022)

Der Lian Nain ist der Sprecher des Stammes und des Heiligen Hauses. Er muss gerecht und unabhängig entscheiden, sonst droht ihm, dem Aberglauben nach, der Tod. Traditionell entschied er über Krieg oder Frieden und war im Allgemeinen nicht dem Liurai, dem politischen Herrscher der Region, unterstellt.
Der Lian Nain ist mit der Geschichte der Region bewandert und mit den Ahnen vertraut, die im traditionellen Glauben auf Timor eine große Rolle spielen. Auch die Verwandtschaftsverhältnisse müssen ihnen vertraut sein, da dies eine Rolle bei der Begleichung eines Schadens durch Straftaten spielt. Aber auch die Festlegung der Waren, die bei einer Hochzeit ausgetauscht werden, fällt unter die Aufgaben des Lian Nain. In der Regel stammen die Lian Nain aus bestimmten Familien, teils den Adelshäusern. Der Lian Nain wird nicht gewählt, sondern durch das „Haus der Riten“ (Uma Lisan) ernannt, wenn der gegenwärtige Lian Nain ein Zeichen erkennt, dass ein neuer Lian Nain geboren wurde. Nach der offiziellen Amtseinführung muss das Kind oder der Jugendliche Betelnüsse kauen, die ihm vom alten Lian Nain gegeben werden. Wenn in diesem Zeitpunkt keine Eidechse Laute von sich gibt und keiner niest, ist es das Zeichen, dass die Seelen der Ahnen den neuen Lian Nain anerkennen.
Im Konfliktfall obliegt es zunächst dem Familienoberhaupt, eine Lösung zu finden. Scheitert er, ist es die Aufgabe des Gemeinschaftsoberhaupts (Chefe de Aldeia) und dann des Dorfoberhaupts (Chefe de Suco), den Streit zu schlichten. Oberster Richter ist schließlich der Liurai. Erst wenn er keinen Frieden stiften kann, dient der Lian Nain als eine Art Berufungsinstanz. In einigen Gemeinschaften muss aber die Entscheidung des Lian Nain vom Liurai abgesegnet werden, bei anderen hat Ersterer das letzte Wort. In der heutigen Zeit kann es auch durchaus vorkommen, dass der Lian Nain die streitenden Parteien zu den Behörden schickt, um den Fall vor einem staatlichen Gericht entscheiden zu lassen. Andersherum nutzte man von staatlicher Seite aus, nach der Befreiung von der indonesischen Besatzung, auch das traditionelle Verfahren Nahe biti, um das zerrissene Land wieder zu befrieden. Zudem leidet das Justizsystem immer noch an einem Mangel an Richtern und Anwälten, so dass nicht alle Fälle von staatlichen Gerichten behandelt werden können.

## Der Lian Nain bei den verschiedenen Ethnien Osttimors
Die aus dem Tetum stammende Bezeichnung bedeutet auf Deutsch Besitzer oder Herr der Worte. Derselbe Name wird auch in Mambai verwendet. In Fataluku heißt er Nololonocaw. In Makasae wird er ano soobo genannt, der „Mann der Stimme“ oder „derjenige, der spricht“. Auf Kemak heißt er gase ubun und in Bunak bei or himagomon. Die Baikeno aus Oe-Cusse Ambeno verwenden die Bezeichnung naizuf.
Bei den Naueti im Osten der Gemeinde Viqueque können auch Frauen Lian Nain werden. Hier werden sie Nain Feto (in etwa „Herrin“) genannt. Eine Bezeichnung, die heutzutage auf Tetum für die heilige Mutter Maria verwendet wird.
In den meisten Dorfgemeinschaften sind dem Lian Nain Helfer zur Seite gestellt, so bei den Bunak der gongiri oder datas gi matas und bei den Mambai der Morador. Er nimmt die Berichte über Straftaten oder Konflikte an und überbringt sie dem Lian Nain.